# Materna (Unternehmen)
Die Materna Information & Communications SE ist ein weltweit tätiges Unternehmen im Bereich IT-Dienstleistungen. Der Stammsitz befindet sich in Dortmund. 
Das Kerngeschäft sind IT-Projekte im Business-to-Business-Bereich und für die öffentliche Verwaltung.

## Geschichte

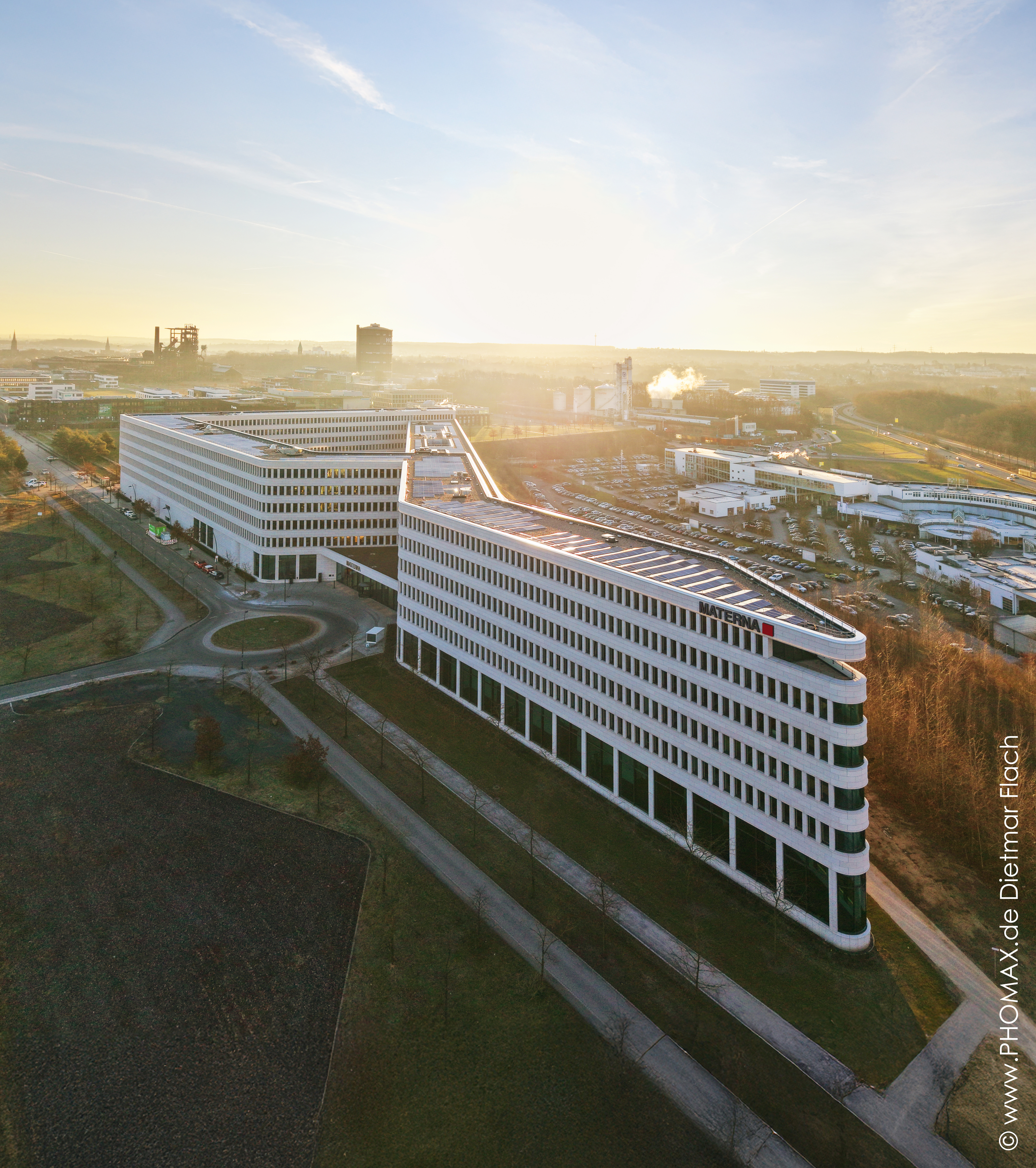
Materna-Gebäude (seit Juni 2024)

Das Unternehmen Materna wurde 1980 von Winfried Materna und Helmut an de Meulen als Dr. Materna GmbH gegründet. Die Gründer lernten sich im Rahmen eines akademischen Forschungsprojekts der Universität Dortmund kennen; erster Auftraggeber war der Computerhersteller Nixdorf.
Zunächst spezialisierte sich Materna auf die Einrichtung von Computer-Netzwerken. 1992 begann das Unternehmen, Softwarelösungen für die öffentliche Verwaltung zu programmieren. Den Anfang bildete die im Auftrag des Bundesfinanzministeriums entwickelte ATLAS-Software zur papierlosen Zollabwicklung bei der Ein- und Ausfuhr von Waren.
1995 übernahm Materna den SMS-Dienst für Mannesmann D2 (heute Vodafone). In den folgenden Jahren wurden weitere große Mobilfunkunternehmen Materna-Kunden, darunter Viag Interkom (heute O2 bzw. Telefónica) und E-Plus. Das Dortmunder Rechenzentrum (Short Message Service Center) des Unternehmens verschickte im Jahr 2000 monatlich 300 Millionen SMS.
2005 erwarb Materna das Heidelberger Beratungshaus cbs Corporate Business Solutions GmbH.
Bis 2015 blieben die Gründer Winfried Materna und Helmut an de Meulen geschäftsführende Gesellschafter. Ab Februar 2015 übernahm mit Helmut Binder erstmals ein angestellter Manager die operative Geschäftsführung. Ab Mai 2017 war Michael Knopp kaufmännischer Geschäftsführer. Des Rechtsformwechsel von der GmbH zu einer Societas Europaea (SE) wurde mit dem Eintrag als SE am 14. September 2018 abgeschlossen. Im April 2020 übernahm Martin Wibbe den Vorstandsvorsitz. Seit Februar 2024 ist Michael Hagedorn Vorstandsvorsitzender der Materna-Gruppe.
Im März 2023 wurde Materna Opfer eines Cyber-Angriffs, bei dem mehrere Systeme im Netzwerk des Unternehmens kompromittiert wurden. Systeme und Dienste des Anbieters wurden daraufhin aus Sicherheitsgründen vorübergehend in der Verfügbarkeit eingeschränkt.
Im September 2023 schloss Materna eine Partnerschaft mit dem Heidelberger Start-up Aleph Alpha, um in der Verwaltung im öffentlichen Sektor KI-Sprachmodelle umsetzen zu können.

## Geschäftstätigkeit
Materna ist für deutsche Behörden sowie für deutsche und internationale Konzerne und mittelständische Unternehmen tätig. In der Öffentlichkeit am meisten wahrgenommen wird die Tätigkeit des Unternehmens für die öffentliche Verwaltung sowie für Flughäfen und Fluggesellschaften.
Das Inlandsgeschäft trug 2018 mit 83 % zum Gruppenumsatz bei. International arbeitet Materna überwiegend in den Bereichen automatisierte Passagier- und Gepäckabfertigung im Flugverkehr sowie SAP-Beratung.

### Geschäftsbereiche
Die Materna-Unternehmensgruppe organisiert ihre Geschäftstätigkeit seit Januar 2020 in vier Segmente. Die Bereiche Digital Transformation und Public Sector sind überwiegend auf das Inlandsgeschäft fokussiert; die durch die Tochtergesellschaften Materna IPS GmbH und cbs GmbH repräsentierten Bereiche Materna IPS und SAP-Beratung sind international ausgerichtet.

#### Digital Transformation
Der Geschäftsbereich Digital Transformation umfasst Beratung, bedarfsgerechte Implementierung, Managed Service und technischen Support für marktführende Cloud- und Softwaretechnologien sowie Entwicklungsdienstleistungen für unternehmensspezifische IT-Projekte im Rahmen der digitalen Transformation von Geschäfts- und Verwaltungsprozessen.

#### Public Sector
Der Geschäftsbereich Public Sector begleitet Behörden bei der strategischen und IT-technischen Umsetzung staatlicher Aufgaben auf dem Weg zur digitalen Verwaltung.
Im Auftrag des Bundesministeriums der Finanzen und in Kooperation mit dem heutigen Informationstechnikzentrum Bund arbeitet Materna seit 1992 an der Entwicklung, Integration und Erweiterung des IT-Fachverfahrens ATLAS (Automatisiertes Tarif- und Lokales Zoll-Abwicklungs-System), das von der deutschen Zollverwaltung zur automatisierten elektronischen Zollabwicklung und internen Vorgangsbearbeitung bei der Ein- und Ausfuhr von Waren genutzt wird.
Materna entwickelte die 2000 eingeführte Software BASIS-Web (Buchhaltungs- und Abrechnungssystem im Strafvollzug), die in Justizvollzugsanstalten aller deutscher Bundesländer und in Luxemburg eingesetzt wird.
Materna war bzw. ist Rahmenvertragspartner verschiedener Bundes- und Landesbehörden bei umfassenden Digitalisierungsprojekten im Zusammenhang mit dem E-Government-Gesetz.  Auf Basis des Formularmanagementsystems des Bundes entwickelte Materna seit 2008 u. a. elektronische Verwaltungsprozesse, die die Online-Erfassung der Emissionsberichte bei der Deutschen Emissionshandelsstelle, die Online-Beantragung von Führungszeugnissen und Gewerbezentralregisterauskünften beim Bundesamt für Justiz oder den Online-Antrag auf Einsicht in Stasi-Unterlagen ermöglichen. Für die nordrhein-westfälischen Landesbehörden implementiert Materna die elektronische Aktenführung. Weiterhin erstellt Materna Kommunikationskonzepte und -lösungen für den öffentlichen Sektor, darunter die Warn-App NINA sowie zahlreiche Webseiten von Behörden und Behördenangeboten.

#### Materna IPS
Die Tochtergesellschaft Materna IPS GmbH beschäftigt sich mit der Entwicklung und Implementierung von Systemen und Lösungen für die internationale Passagierabfertigung.
Mit den unter der Marke Materna IPS (Intelligent Passenger Solutions) vertriebenen Self-Service-Systemen zur automatischen Passagierabfertigung und Gepäckaufgabe hat Materna weltweit etwa 70 Flughäfen ausgestattet. Ein aktuelles Projekt ist die 2020 begonnene Installation von 104 Self-Service-Gepäckschaltern am Flughafen Tokio-Haneda. Automaten von Materna werden unter anderem von den Flughäfen Frankfurt, München, Hamburg, Düsseldorf, Zürich, London, Bangalore, Toronto, Montreal, Quebec, Miami und Denver genutzt.
Am 21. Mai 2024 gab die Materna-Gruppe den Verkauf der Materna IPS an Sita bekannt.

#### SAP-Beratung
Die Materna-Tochter cbs Corporate Business Solutions agiert als internationale Unternehmensberatung und SAP-Lösungspartner für große und mittelständische Industrieunternehmen.
Schwerpunkte ihrer Tätigkeit sind die Zusammenführung bzw. Abtrennung von SAP-Systemen nach Firmenkäufen und -zusammenschlüssen, Migration und Zusammenführung von Daten aus unterschiedlichen Systemen sowie Begleitung bei der Einführung von SAP S/4HANA.

### Partnertechnologien
Bei den IT-Dienstleistungen der Materna Information & Communications SE werden gängige Partnertechnologien eingesetzt und individuell auf die Kunden angepasst. Materna ist u. a. Partner von BMC, Micro Focus, IBM, Microsoft, Oracle, SAP, ServiceNow, Ceyoniq und Amazon Web Services. Im Bereich Content-Management werden die Systeme Government Site Builder, an dessen Entwicklung das Unternehmen auch beteiligt war, sowie FirstSpirit von e-Spirit eingesetzt.

## Tochterunternehmen und Beteiligungen
Die Materna Information & Communications SE ist laut Jahresabschluss 2019 unmittelbar oder mittelbar an 20 nationalen und internationalen Gesellschaften maßgeblich beteiligt. Die Unternehmen der Gruppe haben ihren Sitz in Deutschland, der Schweiz, Österreich, Singapur, Spanien, Malaysia, den USA, Großbritannien, Kanada, der Slowakei, Finnland, Schweden, Japan, und Indien. Zur Materna-Gruppe gehören die deutschen Tochtergesellschaften agineo GmbH, cbs Corporate Business Solutions GmbH,  INFORA GmbH, Materna TMT GmbH, Materna IPS GmbH, die TraffGo Road GmbH, Materna Virtual Solution AG, Materna Infrastructure Solutions GmbH sowie leogistics GmbH und Trebing + Himstedt GmbH & Co. KG, beides Tochterunternehmen der cbs Corporate Business Solutions.

## Forschungskooperationen
Materna unterhält Forschungskooperationen mit mehreren Hochschulen und Forschungsinstituten. Beispiele sind die seit 2008 bestehende Forschungskooperation mit der Hochschule Harz, in deren Rahmen unter anderem bundesweite Studien zum Umsetzungsstand der EU-Dienstleistungsrichtlinie in der deutschen Verwaltung und zur Umsetzung des E-Government-Gesetzes entstanden, oder der vom BMVI geförderte Forschungsverbund „InnoPortAR“; hier untersucht Materna gemeinsam mit dem Fraunhofer-Institut für Materialfluss und Logistik, der Duisburger Hafen AG als Gesamtkoordinator und weiteren Partnern Einsatzmöglichkeiten für Augmented Reality zur Unterstützung von Arbeitsabläufen in Binnen- und Seehäfen.
Zu den abgeschlossenen Forschungskooperationen gehört „Medolution“, ein Forschungsprojekt zum medizinischen Langzeit-Telemonitoring von Kunstherz-Patienten, an dem neben Industriepartnern aus fünf Ländern auch die TU Dortmund, die Universität Amsterdam, die Medizinische Hochschule Hannover und die Schüchtermann-Klinik teilnahmen, eines der größten deutschen Herzzentren.

## Kontroversen
Im Oktober 2016 veröffentlichte Golem einen Artikel über Materna, in dem Insiderinformationen zu u. a. dem Verhindern eines Betriebsrats und umstrittenen Prämienzahlungen sowie damit einhergehenden Schmälerungen der Mitarbeitergehälter zur Umsatzsteigerung des Unternehmens veröffentlicht wurden. Das Portal Golem beruft sich auf Aussagen aktueller und ehemaliger Angestellter der Hauptgeschäftsstelle in Dortmund. Eine offizielle Stellungnahme von Materna liegt nicht vor. Ende 2016 wurde der Betriebsrat des Unternehmens gegründet.